# Frobeniův endomorfismus
Frobeniův endomorfismus je speciální endomorfismus v komutativní algebře a teorii těles, podoborech matematiky. Je pojmenován po Ferdinandu Frobeniovi a definován pro komutativní okruhy s prvočíselnou charakteristikou p a to tak, že každý prvek zobrazuje na jeho ptou mocninu. V některých případech se jedná o automorfismus, který se pak nazývá Frobeniův automorfismus.